# 2016-os Formula–1 orosz nagydíj
Az orosz nagydíj volt a 2016-os Formula–1 világbajnokság negyedik futama, amelyet 2016. április 29. és május 1. között rendeztek meg az orosz Sochi International Street Circuiten, Szocsiban.

## Szabadedzések

### Első szabadedzés
Az orosz nagydíj első szabadedzését április 29-én, pénteken délelőtt tartották.
| helyezés | versenyző          | csapat/motor         | elért idő | különbség | futott kör |
| -------- | ------------------ | -------------------- | --------- | --------- | ---------- |
| 1        | Nico Rosberg       | Mercedes             | 1:38,127  | −         | 32         |
| 2        | Lewis Hamilton     | Mercedes             | 1:38,849  | +0,722    | 31         |
| 3        | Sebastian Vettel   | Ferrari              | 1:39,175  | +1,048    | 19         |
| 4        | Kimi Räikkönen     | Ferrari              | 1:39,332  | +1,205    | 18         |
| 5        | Felipe Massa       | Williams-Mercedes    | 1:39,365  | +1,238    | 14         |
| 6        | Daniel Ricciardo   | Red Bull-TAG Heuer   | 1:39,650  | +1,523    | 24         |
| 7        | Valtteri Bottas    | Williams-Mercedes    | 1:39,802  | +1,675    | 34         |
| 8        | Danyiil Kvjat      | Red Bull-TAG Heuer   | 1:40,218  | +2,091    | 26         |
| 9        | Sergio Pérez       | Force India-Mercedes | 1:40,287  | +2,160    | 22         |
| 10       | Carlos Sainz Jr.   | Toro Rosso-Ferrari   | 1:40,654  | +2,527    | 21         |
| 11       | Jenson Button      | McLaren-Honda        | 1:40,663  | +2,536    | 19         |
| 12       | Fernando Alonso    | McLaren-Honda        | 1:40,771  | +2,644    | 18         |
| 13       | Szergej Szirotkin  | Renault              | 1:40,898  | +2,771    | 24         |
| 14       | Felipe Nasr        | Sauber-Ferrari       | 1:41,085  | +2,958    | 21         |
| 15       | Max Verstappen     | Toro Rosso-Ferrari   | 1:41,134  | +3,007    | 22         |
| 16       | Esteban Gutiérrez  | Haas-Ferrari         | 1:41,238  | +3,111    | 18         |
| 17       | Romain Grosjean    | Haas-Ferrari         | 1:41,385  | +3,258    | 20         |
| 18       | Jolyon Palmer      | Renault              | 1:41,671  | +3,544    | 25         |
| 19       | Marcus Ericsson    | Sauber-Ferrari       | 1:41,962  | +3,835    | 22         |
| 20       | Pascal Wehrlein    | Manor-Mercedes       | 1:42,483  | +4,356    | 21         |
| 21       | Rio Haryanto       | Manor-Mercedes       | 1:42,687  | +4,560    | 8          |
| 22       | Alfonso Celis, Jr. | Force India-Mercedes | 1:43,432  | +5,305    | 23         |

### Második szabadedzés
Az orosz nagydíj második szabadedzését április 29-én, pénteken délután tartották.
| helyezés | versenyző         | csapat/motor         | elért idő | különbség | futott kör |
| -------- | ----------------- | -------------------- | --------- | --------- | ---------- |
| 1        | Lewis Hamilton    | Mercedes             | 1:37,583  | −         | 30         |
| 2        | Sebastian Vettel  | Ferrari              | 1:38,235  | +0,652    | 10         |
| 3        | Nico Rosberg      | Mercedes             | 1:38,450  | +0,867    | 37         |
| 4        | Kimi Räikkönen    | Ferrari              | 1:38,793  | +1,210    | 35         |
| 5        | Daniel Ricciardo  | Red Bull-TAG Heuer   | 1:39,084  | +1,501    | 34         |
| 6        | Valtteri Bottas   | Williams-Mercedes    | 1:39,185  | +1,602    | 42         |
| 7        | Danyiil Kvjat     | Red Bull-TAG Heuer   | 1:39,193  | +1,610    | 32         |
| 8        | Jenson Button     | McLaren-Honda        | 1:39,196  | +1,613    | 31         |
| 9        | Felipe Massa      | Williams-Mercedes    | 1:39,289  | +1,706    | 38         |
| 10       | Fernando Alonso   | McLaren-Honda        | 1:39,400  | +1,817    | 30         |
| 11       | Carlos Sainz Jr.  | Toro Rosso-Ferrari   | 1:39,465  | +1,882    | 37         |
| 12       | Max Verstappen    | Toro Rosso-Ferrari   | 1:39,501  | +1,918    | 30         |
| 13       | Nico Hülkenberg   | Force India-Mercedes | 1:39,795  | +2,212    | 31         |
| 14       | Sergio Pérez      | Force India-Mercedes | 1:39,867  | +2,284    | 38         |
| 15       | Kevin Magnussen   | Renault              | 1:40,193  | +2,610    | 41         |
| 16       | Romain Grosjean   | Haas-Ferrari         | 1:40,260  | +2,677    | 24         |
| 17       | Esteban Gutiérrez | Haas-Ferrari         | 1:40,508  | +2,925    | 26         |
| 18       | Jolyon Palmer     | Renault              | 1:40,688  | +3,105    | 37         |
| 19       | Felipe Nasr       | Sauber-Ferrari       | 1:40,740  | +3,157    | 31         |
| 20       | Rio Haryanto      | Manor-Mercedes       | 1:41,080  | +3,497    | 38         |
| 21       | Pascal Wehrlein   | Manor-Mercedes       | 1:41,148  | +3,565    | 23         |
| 22       | Marcus Ericsson   | Sauber-Ferrari       | 1:41,652  | +4,069    | 29         |

### Harmadik szabadedzés
Az orosz nagydíj harmadik szabadedzését április 30-án, szombaton délelőtt tartották.
| helyezés | versenyző         | csapat/motor         | elért idő | különbség | futott kör |
| -------- | ----------------- | -------------------- | --------- | --------- | ---------- |
| 1        | Lewis Hamilton    | Mercedes             | 1:36,403  | −         | 17         |
| 2        | Nico Rosberg      | Mercedes             | 1:36,471  | +0,068    | 22         |
| 3        | Sebastian Vettel  | Ferrari              | 1:37,007  | +0,604    | 28         |
| 4        | Kimi Räikkönen    | Ferrari              | 1:37,727  | +1,324    | 14         |
| 5        | Felipe Massa      | Williams-Mercedes    | 1:37,918  | +1,515    | 16         |
| 6        | Valtteri Bottas   | Williams-Mercedes    | 1:37,985  | +1,582    | 16         |
| 7        | Max Verstappen    | Toro Rosso-Ferrari   | 1:38,133  | +1,730    | 22         |
| 8        | Jenson Button     | McLaren-Honda        | 1:38,260  | +1,857    | 14         |
| 9        | Carlos Sainz Jr.  | Toro Rosso-Ferrari   | 1:38,465  | +2,062    | 25         |
| 10       | Sergio Pérez      | Force India-Mercedes | 1:38,542  | +2,139    | 18         |
| 11       | Daniel Ricciardo  | Red Bull-TAG Heuer   | 1:38,622  | +2,219    | 23         |
| 12       | Fernando Alonso   | McLaren-Honda        | 1:38,633  | +2,230    | 12         |
| 13       | Danyiil Kvjat     | Red Bull-TAG Heuer   | 1:39,047  | +2,644    | 15         |
| 14       | Nico Hülkenberg   | Force India-Mercedes | 1:39,162  | +2,759    | 16         |
| 15       | Esteban Gutiérrez | Haas-Ferrari         | 1:39,230  | +2,827    | 18         |
| 16       | Kevin Magnussen   | Renault              | 1:39,238  | +2,835    | 16         |
| 17       | Romain Grosjean   | Haas-Ferrari         | 1:39,239  | +2,836    | 15         |
| 18       | Jolyon Palmer     | Renault              | 1:39,589  | +3,186    | 19         |
| 19       | Rio Haryanto      | Manor-Mercedes       | 1:39,599  | +3,196    | 19         |
| 20       | Pascal Wehrlein   | Manor-Mercedes       | 1:39,663  | +3,260    | 18         |
| 21       | Marcus Ericsson   | Sauber-Ferrari       | 1:39,740  | +3,337    | 23         |
| 22       | Felipe Nasr       | Sauber-Ferrari       | 1:39,898  | +3,495    | 19         |

## Időmérő edzés
Az orosz nagydíj időmérő edzését április 30-án, szombaton futották.
| helyezés              | rajtszám | versenyző         | csapat/motor         | 1. rész  | 2. rész  | 3. rész    | rajthely | futott kör |
| --------------------- | -------- | ----------------- | -------------------- | -------- | -------- | ---------- | -------- | ---------- |
| 1                     | 6        | Nico Rosberg      | Mercedes             | 1:36,119 | 1:35,337 | 1:35,417   | 1        | 16         |
| 2                     | 5        | Sebastian Vettel  | Ferrari              | 1:36,555 | 1:36,623 | 1:36,123   | 7[1]     | 16         |
| 3                     | 77       | Valtteri Bottas   | Williams-Mercedes    | 1:37,746 | 1:37,140 | 1:36,536   | 2        | 17         |
| 4                     | 7        | Kimi Räikkönen    | Ferrari              | 1:36,976 | 1:36,741 | 1:36,663   | 3        | 17         |
| 5                     | 19       | Felipe Massa      | Williams-Mercedes    | 1:37,753 | 1:37,230 | 1:37,016   | 4        | 16         |
| 6                     | 3        | Daniel Ricciardo  | Red Bull-TAG Heuer   | 1:38,091 | 1:37,569 | 1:37,125   | 5        | 22         |
| 7                     | 11       | Sergio Pérez      | Force India-Mercedes | 1:38,006 | 1:37,282 | 1:37,212   | 6        | 20         |
| 8                     | 26       | Danyiil Kvjat     | Red Bull-TAG Heuer   | 1:38,265 | 1:37,606 | 1:37,459   | 8        | 22         |
| 9                     | 33       | Max Verstappen    | Toro Rosso-Ferrari   | 1:38,123 | 1:37,510 | 1:37,583   | 9        | 20         |
| 10                    | 44       | Lewis Hamilton    | Mercedes             | 1:36,006 | 1:35,820 | idő nélkül | 10       | 13         |
| 11                    | 55       | Carlos Sainz Jr.  | Toro Rosso-Ferrari   | 1:37,784 | 1:37,652 |            | 11       | 14         |
| 12                    | 22       | Jenson Button     | McLaren-Honda        | 1:38,332 | 1:37,701 |            | 12       | 14         |
| 13                    | 27       | Nico Hülkenberg   | Force India-Mercedes | 1:38,562 | 1:37,771 |            | 13       | 17         |
| 14                    | 14       | Fernando Alonso   | McLaren-Honda        | 1:37,971 | 1:37,807 |            | 14       | 14         |
| 15                    | 8        | Romain Grosjean   | Haas-Ferrari         | 1:38,383 | 1:38,055 |            | 15       | 16         |
| 16                    | 21       | Esteban Gutiérrez | Haas-Ferrari         | 1:38,678 | 1:38,115 |            | 16       | 18         |
| 17                    | 20       | Kevin Magnussen   | Renault              | 1:38,914 |          |            | 17       | 10         |
| 18                    | 30       | Jolyon Palmer     | Renault              | 1:39,009 |          |            | 18       | 9          |
| 19                    | 12       | Felipe Nasr       | Sauber-Ferrari       | 1:39,018 |          |            | 19       | 10         |
| 20                    | 94       | Pascal Wehrlein   | Manor-Mercedes       | 1:39,399 |          |            | 20       | 10         |
| 21                    | 88       | Rio Haryanto      | Manor-Mercedes       | 1:39,463 |          |            | 21       | 10         |
| 22                    | 9        | Marcus Ericsson   | Sauber-Ferrari       | 1:39,519 |          |            | 22       | 10         |
| 107%-os idő: 1:42,726 |          |                   |                      |          |          |            |          |            |

Megjegyzés:
- ↑ 1:  — Sebastian Vettel autójában sebességváltót kellett cserélni pénteken, ezért 5 rajthelyes büntetést kapott.[2]

## Futam
Az orosz nagydíj futama május 1-jén, vasárnap rajtolt.
| helyezés | rajtszám | versenyző         | csapat/motor         | futott kör | idő/kiesés oka   | rajthely | pont |
| -------- | -------- | ----------------- | -------------------- | ---------- | ---------------- | -------- | ---- |
| 1        | 6        | Nico Rosberg      | Mercedes             | 53         | 1:32:41,997      | 1        | 25   |
| 2        | 44       | Lewis Hamilton    | Mercedes             | 53         | +25,022          | 10       | 18   |
| 3        | 7        | Kimi Räikkönen    | Ferrari              | 53         | +31,998          | 3        | 15   |
| 4        | 77       | Valtteri Bottas   | Williams-Mercedes    | 53         | +50,217          | 2        | 12   |
| 5        | 19       | Felipe Massa      | Williams-Mercedes    | 53         | +1:14,527        | 4        | 10   |
| 6        | 14       | Fernando Alonso   | McLaren-Honda        | 52         | +1 kör           | 14       | 8    |
| 7        | 20       | Kevin Magnussen   | Renault              | 52         | +1 kör           | 17       | 6    |
| 8        | 8        | Romain Grosjean   | Haas-Ferrari         | 52         | +1 kör           | 15       | 4    |
| 9        | 11       | Sergio Pérez      | Force India-Mercedes | 52         | +1 kör           | 6        | 2    |
| 10       | 22       | Jenson Button     | McLaren-Honda        | 52         | +1 kör           | 12       | 1    |
| 11       | 3        | Daniel Ricciardo  | Red Bull-TAG Heuer   | 52         | +1 kör           | 5        |      |
| 12       | 55       | Carlos Sainz Jr.  | Toro Rosso-Ferrari   | 52         | +1 kör           | 11       |      |
| 13       | 30       | Jolyon Palmer     | Renault              | 52         | +1 kör           | 18       |      |
| 14       | 9        | Marcus Ericsson   | Sauber-Ferrari       | 52         | +1 kör           | 22       |      |
| 15       | 26       | Danyiil Kvjat     | Red Bull-TAG Heuer   | 52         | +1 kör           | 8        |      |
| 16       | 12       | Felipe Nasr       | Sauber-Ferrari       | 52         | +1 kör           | 19       |      |
| 17       | 21       | Esteban Gutiérrez | Haas-Ferrari         | 52         | +1 kör           | 16       |      |
| 18       | 94       | Pascal Wehrlein   | Manor-Mercedes       | 51         | +2 kör           | 20       |      |
| ki       | 33       | Max Verstappen    | Toro Rosso-Ferrari   | 33         | erőforrás        | 9        |      |
| ki       | 88       | Rio Haryanto      | Manor-Mercedes       | 0          | baleseti sérülés | 21       |      |
| ki       | 5        | Sebastian Vettel  | Ferrari              | 0          | baleset          | 7        |      |
| ki       | 27       | Nico Hülkenberg   | Force India-Mercedes | 0          | baleset          | 13       |      |

## A világbajnokság állása a verseny után
| H   | Versenyzők       | Pont | H   | Konstruktőrök        | Pont |
| --- | ---------------- | ---- | --- | -------------------- | ---- |
| 1.  | Nico Rosberg     | 100  | 1.  | Mercedes             | 157  |
| 2.  | Lewis Hamilton   | 57   | 2.  | Ferrari              | 76   |
| 3.  | Kimi Räikkönen   | 43   | 3.  | Red Bull-TAG Heuer   | 57   |
| 4.  | Daniel Ricciardo | 36   | 4.  | Williams-Mercedes    | 51   |
| 5.  | Sebastian Vettel | 33   | 5.  | Haas-Ferrari         | 22   |
| 6.  | Felipe Massa     | 32   | 6.  | Toro Rosso-Ferrari   | 17   |
| 7.  | Romain Grosjean  | 22   | 7.  | McLaren-Honda        | 10   |
| 8.  | Danyiil Kvjat    | 21   | 8.  | Force India-Mercedes | 8    |
| 9.  | Valtteri Bottas  | 19   | 9.  | Renault              | 6    |
| 10. | Max Verstappen   | 13   | 10. | Sauber-Ferrari       | 0    |

(A teljes táblázat)

## Statisztikák
- Vezető helyen:
  - Nico Rosberg: 53 kör (1-53)
- A Mercedes 49. győzelme.
- Nico Rosberg 18. győzelme, 24. pole-pozíciója és 16. leggyorsabb köre, ezzel második mesterhármasa és első Grand Cheleme.
- Nico Rosberg 45., Lewis Hamilton 90., Kimi Räikkönen 82. dobogós helyezése.
- A Ferrari 700. dobogós helyezése.[3]
- Nico Hülkenberg 100. nagydíja.[4]
- Ayrton Senna halálának 22. évfordulója.